# Wigstan de Mercia
Wigstan (fallecido en el 849), también conocido como San Wigstan, fue el hijo de Wigmund de Mercia y de Elfflaed, la hija del rey Ceolwulf de Wessex.

## Vida y muerte
Probablemente Wigstan reinó en Mercia durante un breve periodo, en 840, para después abdicar del trono. Wigstan fue asesinado por su sucesor Behortwulf de Mercia de quien se dice que fue su padrino.
Los restos de Wigstan fueron enterrados en Repton en 849 en el mismo lugar donde fuera enterrado su abuelo Wiglaf de Mercia. Repton pasó a convertirse en un centro de peregrinación y durante el reinado de Canuto el Grande  sus restos convertidos en reliquias fueron llevados a Evesham.
En torno a 1130 Dominic de Evesham escribió Vita Sancti Wistani. Su nombre se ha utilizado recientemente como es el caso de W.H.Auden por su raigambre cristiana.